# Jovan Miladinović
Jovan Miladinović (cyr. Јован Миладиновић, ur. 30 stycznia 1939 w Belgradzie, zm. 11 września 1982 w Belgradzie) – piłkarz jugosłowiański grający podczas kariery na pozycji pomocnika.

## Kariera klubowa
Jovan Miladinović piłkarską karierę rozpoczął w klubie FK Partizan w 1959. Z Partizanem czterokrotnie zdobył mistrzostwo Jugosławii w 1961, 1962, 1963 i 1965 oraz Puchar Jugosławii w 1957. Karierę zakończył w niemieckim 1. FC Nürnberg w 1967.

## Kariera reprezentacyjna
W reprezentacji Jugosławii Miladinović zadebiutował 11 października 1959 w przegranym 2–4 towarzyskim meczu z Węgrami. W 1960 zdobył wicemistrzostwo Europy. Na turnieju w finałowym we Francji wystąpił w obu meczu finałowym z ZSRR.
W 1964 roku uczestniczył w Igrzyskach Olimpijskich w Tokio. Na turnieju w Japonii wystąpił w pięciu meczach z Marokiem, Węgrami, NRD, Japonią i Rumunią. Ostatni raz w reprezentacji wystąpił 22 listopada 1964 w zremisowanym 1–1 towarzyskim meczu z ZSRR. Ogółem w barwach plavich wystąpił w 17 meczach.
| Mecze i gole w reprezentacji | Mecze i gole w reprezentacji | Mecze i gole w reprezentacji | Mecze i gole w reprezentacji | Mecze i gole w reprezentacji | Mecze i gole w reprezentacji | Mecze i gole w reprezentacji |
| #                            | Data                         | Miasto                       | Przeciwnik                   | Gol                          | Wynik                        | Rozgrywki                    |
| ---------------------------- | ---------------------------- | ---------------------------- | ---------------------------- | ---------------------------- | ---------------------------- | ---------------------------- |
| 1.                           | 11.10.1959                   | Belgrad                      | Węgry                        |                              | 2:4                          | towarzyski                   |
| 2.                           | 21.10.1959                   | Tel Awiw                     | Izrael                       |                              | 2:2                          | el. IO                       |
| 3.                           | 15.11.1959                   | Belgrad                      | Grecja                       |                              | 4:0                          | el. IO                       |
| 4.                           | 20.12.1959                   | Hanower                      | RFN                          |                              | 1:1                          | towarzyski                   |
| 5.                           | 10.04.1960                   | Belgrad                      | Izrael                       |                              | 1:2                          | el. IO                       |
| 6.                           | 24.04.1960                   | Ateny                        | Grecja                       |                              | 5:0                          | el. IO                       |
| 7.                           | 10.07.1960                   | Paryż                        | ZSRR                         |                              | 1:2                          | Euro 60                      |
| 8.                           | 09.10.1960                   | Budapeszt                    | Węgry                        |                              | 3:3                          | towarzyski                   |
| 9.                           | 07.05.1961                   | Belgrad                      | Węgry                        |                              | 3:3                          | towarzyski                   |
| 10.                          | 18.03.1964                   | Sofia                        | Bułgaria                     |                              | 1:0                          | towarzyski                   |
| 11.                          | 13.10.1964                   | Jokohama                     | Maroko                       |                              | 3:1                          | IO 1964                      |
| 12.                          | 15.10.1964                   | Tokio                        | Węgry                        |                              | 5:6                          | IO 1964                      |
| 13.                          | 18.10.1964                   | Tokio                        | Niemcy                       |                              | 0:1                          | IO 1964                      |
| 14.                          | 20.10.1964                   | Osaka                        | Japonia                      |                              | 6:1                          | IO 1964                      |
| 15.                          | 22.10.1964                   | Osaka                        | Rumunia                      |                              | 0:3                          | IO 1964                      |
| 16.                          | 28.10.1964                   | Tel Awiw                     | Izrael                       |                              | 0:2                          | towarzyski                   |
| 17.                          | 22.11.1964                   | Belgrad                      | ZSRR                         |                              | 1:1                          | towarzyski                   |

## Kariera trenerska
Po zakończeniu piłkarskiej kariery Miladinović został trenerem. Przez wiele lat był asystentem kolejnych trenerów Partizana. Dwukrotnie w 1976 i 1979 pełnił funkcję pierwszego trenerem Partizana.